# Mandioca (sello)
Mandioca fue un sello discográfico argentino independiente que editó discos entre 1968 y 1970. Fue dirigido por Jorge Álvarez, Pedro Pujó, Rafael López Sánchez y Javier Arroyuelo y desempeñó un importante papel en la promoción y difusión del Blues y rock en español en la Argentina.

## Historia

### Inicios

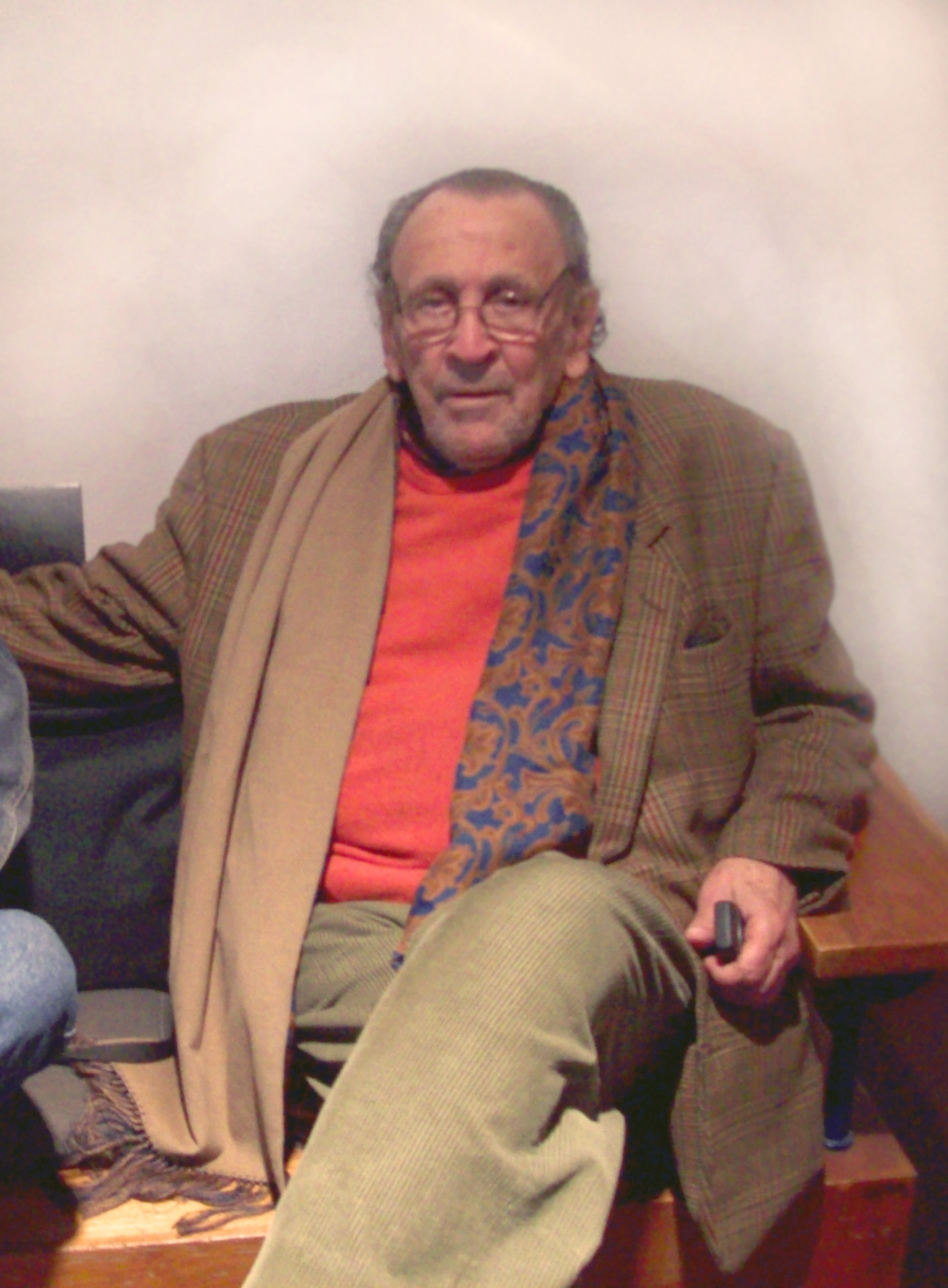
Jorge Álvarez junto a Pedro Pujó uno de los fundadores del sello.

En 1966, Jorge Álvarez, un editor de libros políticos, históricos y culturales comprometidos, se relacionó con tres jóvenes estudiantes secundarios Javier Arroyuelo, Silvio Ramaglia y Pedro Pujó, interesados en los nuevos movimientos juveniles y los mecanismos de difusión. 
Álvarez y Pujó tenían el sueño de promover en Buenos Aires un barrio como el Greenwich Village de Nueva York que se convirtiera en el centro del nuevo movimiento juvenil. De esos proyectos se concretó la creación de un sello discográfico que difundiera la música que estaban componiendo esos jóvenes, al que le pusieron el nombre de Mandioca, La Madre de los Chicos.

### Nombre
Muchas son las teorías con relación a la elección del nombre de Mandioca para esta discográfica. La más concreta, responde a una suerte de parangón con el sello británico Apple Records (cuya representación era una manzana). En efecto, la elección del nombre "Mandioca" fue en alusión a la Manihot esculenta, una planta de origen americano cuyas raíces poseen alto valor alimentario. Al mismo tiempo, por el hecho de la extracción de esta planta del suelo americano, se buscó con el nombre darle una identidad muy relacionada con ello al sello discográfico.

### Primeras obras
A principios de 1968 Claudio Gabis, Javier Martínez (dos de los tres miembros de Manal), Emilio Kauderer y Rocky Rodríguez grabaron un demo experimental en el estudio de grabación de Jorge Tagliani. Gabis reservó sesiones de grabación en el estudio para probar que frutos podía traer la banda. De lo grabado se prensó un solo disco que se perdió, no existiendo copia del mismo.
Poco después de las sesiones en el estudio de Tagliani, Martínez fue convocado para encarnar el personaje de "Paco" de la película Tiro de gracia dirigida por Ricardo Becher, basado en el libro homónimo de Sergio Mulet. En algún momento durante la filmación, Martínez le comentó a Jorge Goldemberg que tenía un conjunto musical que ya estaban grabando algunas canciones. Goldemberg se lo comentó al director, quién se apersonó a un ensayo del grupo, y allí mismo decidió que la banda se encargara de la música de su film. El grupo fue convocado gracias a las influencias de Goldemberg, a participar para tocar en el espectáculo teatral VietRock, en el teatro Payró. En esas instancias Gabis convence a su compañero Martínez de llamar al bajista Alejandro Medina para integrarse al grupo, completándose allí el trío musical de Gabis, Martínez y Medina.
La banda se integraría al sello independiente Mandioca, con quienes grabó su primer álbum editado en 1970. Pero antes de eso, a fines de 1969 se terminó de filmar la película, Becher llamó a Manal para grabar la banda sonora. La misma iba a ser realizada por un profesional de música para películas, Roberto Lear, pero terminó aceptando que el grupo registrase la música, asistiendo incluso a una de las sesiones. El tema central de la película, "Estoy en el infierno", se había improvisado a base de experimentos en el estudio de Tagliani. La canción se volvió a grabar al igual que el resto de la música en los estudios Phonal ubicados en Santa Fe y Coronel Díaz. El trío compuso además "Tema del moderno" y "Seigmund's Zoo". El resto de las pistas, climas y efectos fueron producto de la improvisación y la versatilidad que tenía el conjunto, según los tiempos e indicaciones del director Becher.

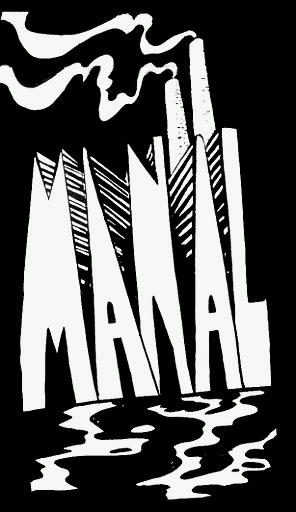
Logotipo del grupo, obra de Daniel Melgarejo, apareció en el primer sencillo del grupo "Que pena me das"/"Para ser un hombre más", 1968.

Manal entró en contacto con Jorge Álvarez en una fiesta organizada en la casa de Piri Lugones (cuyos hijos eran amigos de los Manales) hecha con el objetivo de que la banda conociese a sus futuros productores. Fue en esa fiesta donde Claudio Gabis le enseñó a Javier Martínez un borrador con unas líneas para armar la lírica de una futura canción, y una base musical que había armado. Martínez terminó allí mismo la canción en menos de una hora, se trataba de "Avellaneda Blues". El grupo le cantó este tema a Álvarez, quién quedó impresionado por la misma, convenciendose de que tenía que producir al grupo.
Álvarez recuerda de ese momento:

En una reunión de cumpleaños [se refiere a la fiesta en casa de Piri Lugones] los conocí como tipos, no como músicos. Un mes después Pedro [Pujó] me llevó a la casa de Alejandro [Medina], donde el trío ensayaba, y cuando los escuché me caí muerto, era realmente espectacular como tocaban. Les pregunto que pensaban hacer, me dijeron que no querían entrar en el engranaje comercial, que eso era una porquería, que querían hacer las cosas con libertad y todo eso [...] Hacemos el primer simple en el estudio TNT y me voy con las cintas a CBS. Se lo hago escuchar a John Lear, el presidente, y me dice que eso no sirve, que es una burda imitación de lo que sucede en Estados Unidos y que eso no venderá jamás en la Argentina, que a él no le interesa. Mando a un amigo a otra grabadora y nos patean.
Jorge Álvarez.

Luego del fallido intento en CBS, Álvarez juntó a Pedro Pujó, Rafael López Sánchez y Javier Arroyuelo fundaron Mandioca en 1968, con el eslogan "la madre de los chicos", primer sello del rock argentino, como una alternativa para aquellos grupos nacientes de rock que eran marginados por los grandes sellos discográficos. La idea de Álvarez era, además de que las bandas pudieran grabar su trabajo con libertad, que las mismas tocasen en teatros, ya que en ese momento no existían los conciertos de rock en Argentino, los grupos tocaban únicamente en clubes para que el público pudiera bailar.

### Presentación del sello
La invitación para el concierto inaugural de Mandioca era una alcancía en forma de manzana de cerámica que tenía una leyenda que decía "rompeme" y dentro contenía un mensaje. El sello Mandioca se lanzó el 12 de noviembre de 1968 con un concierto realizado en la Sala Apolo de la Calle Corrientes al 1300 (donde funcionó luego el cine Lorange) y hoy nuevamente es Apolo, en el cual participaron Manal, Miguel Abuelo y la cantante Cristina Plate. El recital se hizo con los equipos Fender de Los Gatos, y al terminar el mismo subió Luis Alberto Spinetta, líder de Almendra diciendo "¿Se dan cuenta ustedes lo que empezó hoy? Hoy empezaste a terminar con la música comercial". Durante los meses siguientes el grupo realizó varias actuaciones en clubes de los suburbios de la ciudad de Buenos Aires.
A finales de 1968, Mandioca editó su primer material al mercado, se trataba a su vez del primer sencillo de Manal: "Qué pena me das" con "Para ser un hombre más" como lado B que había sido grabado en octubre del mismo año. Se trataba de un corte extraño para la época, pues los temas superaban ampliamente el límite de tres minutos de duración impuesto por las radios y el sobre que lo contenía era un costoso tríptico de elaborada gráfica, cuyo autor era el dibujante Daniel Melgarejo. El sobre presentaba una tapa desplegable en tres partes con un dibujo de un obelisco y en el medio de éste el logotipo del conjunto. En el interior, hay una dedicatoria a la gente del sello Mandioca, mientras que en la otra sección esta la información correspondiente a los temas del grupo y en la tercera o la del medio, una foto plegable del grupo, que era la cubierta en sí. Pero este primer trabajo discográfico fue recibido por los medios con escepticismo, se difundió poco y la prensa criticó especialmente el uso del castellano en las letras. En su segundo sencillo publicado a mediados de 1969, "No, pibe" con "Necesito un amor", la banda logró un sonido más depurado y blusero, evidenciando una clara evolución técnica y de estilo en su interpretación.

El gran impacto fue escucharlo [a "Qué pena me das"] por primera vez en radio. El primero que lo difundió fue Hugo Guerrero Marthineitz, pasó "Qué pena me das", en la época era una locura pasar un tema así porque duraba seis minutos. Lo habíamos hecho porque teníamos esa política totalmente anti, en el sentido que todos te pedían un tema de tres minutos para difusión. Era la plasmación de una idea por la cual yo venía luchando prácticamente desde mi adolescencia y fue una gran emoción. A partir de ahí trabajamos muchísimo y participamos en cuanto evento de rock se realizara.
Javier Martínez.

La revista Panorama relataba casi con desprecio el primer recital organizado por Mandioca el 12 de noviembre de 1968, en ocasión del lanzamiento inicial del sello:

Recital de canciones por Manal, Cristina Plate y Miguel Abuelo.
Sobrevivientes de la tribu seudo-hippie de Plaza Francia, diezmada en parte hace un año por la tijera policial, numerosos jóvenes de sexos indefinidos con disfraz bohemio y algunos "notables" invitados especialmente, atestaron la sala Apolo durante la sesión inaugural de un ciclo auspiciado por "Mandioca", nuevo sello grabador capitaneado por el ahora barbado editor Jorge Álvarez y tres adolescentes de espíritu aventurero...
Una lánguida partidaria de este tipo de eventos explicó: "Nunca haremos nada importante. Sólo nos resta destacar nuestra insignificancia". Lo hacen tan bien, que el "arte" de aburrir tiene en ellos a sus estrellas máximas.

Durante el verano de 1969 Álvarez y Pujó armaron un boliche llamado Mandioca en Mar del Plata, al no existir un lugar donde las bandas pudiesen tocar. El interior del local fue pintado de negro y amarillo como un estacionamiento, y precisamente como no disponían de sillas y mesas, usaron neumáticos de autos, allí tocaron Manal con Pappo como invitado, y Los Abuelos de la Nada. También se alquiló una casa para que convivieran las bandas. Pero el lugar fue cerrado al poco tiempo por la policía.

## Producción
El sello Mandioca impulsó y difundió músicos de rock y creaciones artísticas que resultaron fundamentales en los orígenes del rock argentino, destacándose Manal y Vox Dei. De esta última banda, Mandioca promovió la creación y realizó toda la grabación de la ópera-rock La Biblia, aunque finalmente no realizó el lanzamiento debido a la quiebra, razón por la cual fue la empresa grabadora, TNT, la que efectuó la publicación (con graves defectos) para cobrarse la deuda pendiente. También fueron importantes las grabaciones que Tanguito realizó en Mandioca, que finalmente fueron publicadas por otro sello.
Salvo "No, Pibe" los discos de Mandioca tuvieron escaso éxito comercial. Sin embargo, entre ellos se encuentran clásicos permanentes del rock nacional, como "No, Pibe", "Jugo de tomate frío" y "Avenida Rivadavia" de Manal, "Presente (El momento en que estás)" de Vox Dei y "El oso" de Moris. El álbum Manal (llamado también La Bomba) ha sido considerado como uno de los mejores álbumes de la historia del rock argentino, al igual que La Biblia de Vox Dei, que aunque no fue lanzado por Mandioca, fue inspirado e íntegramente grabado por el sello.
El propio Jorge Álvarez, poco tiempo antes de morir, hizo una breve narración de como logró sacar a Mandioca de su lugar casi marginal dentro del mercado del disco, haciendo hincapié precisamente en el éxito obtenido por "No, Pibe". 

Nos invitaron a participar de un ciclo de bailes domingueros en la confitería "Gaugin", que estaba en Donato Álvarez y Gaona, del barrio de Flores. El primer día actuó Manal. A la gente le costaba bailar con esta música porque estaba habituada a otras expresiones anglo sajonas y en el terreno de música nacional, les gustaban grupos como Banana, Pintura Fresca, Los Náufragos y otros. De pronto se me acerca un muchacho quien se presenta como integrante de la agencia productora del ciclo radial Música Con Thompson y Williams. Era Rodolfo Garavagno, quien se mostró maravillado con la música de Manal, y me dijo que le gustaría difundirla en ese programa. Al otro día, yo entraba en la oficina de Florida 622, y nos recibió el mismo Rodolfo, quien se mostraba muy entusiasmado porque ya había puesto al tanto de todo a Fito Salinas, titular de la agencia y conductor del programa. Estaba también Ricardo Ostuni y otros profesionales como Cesar Mermet y Cacho Carrera Villar. No se que les había dicho Rodolfo Garavagno sobre Manal, pero lo cierto es que todos ellos estaban ahí, expectantes de poder escuchar "Avellaneda Blues" y  "No, Pibe". Nosotros habíamos llevado otras grabaciones, pero tuvimos que entregarles el disco simple con esa canción. Lo escuchamos tres o cuatro veces, y cuando yo los miraba, notaba muy copados con la música de Manal. Rodolfo, iba hablando con cada uno de ellos con un convencimiento notable. Lo cierto es que ese día, Salinas y su equipo querían escuchar el catálogo completo de Mandioca. Así comenzó el lanzamiento masivo. Era nada menos que la poderosa Radio Mitre, y este programa de Salinas era el segundo en audiencia después de Modart en la Noche, que salía por Radio Libertad. Esa misma noche comenzó la difusión de Manal con "No, Pibe" y los llamados del público aumentaron un sesenta por ciento. A la semana siguiente, tuvimos que acercar a otros artistas como Vox Dei, Moris y Facundo Cabral, para sumarlos a Manal. En septiembre, conjuntamente con Salinas, organizamos un lanzamiento masivo de todos estos artistas en el Club Comunicaciones y tuvo un éxito enorme, inusual para nosotros. Años más tarde, creo que entre 72 y 73, nos recontramos con este chico Garavagno en Microfon, cuando él vino como productor editorial y yo tenía mi oficina para atender las cosas de Talent, mi nuevo sello.  Fueron los tiempos en los que junto con Billy Bond, artífice genial de sala de grabación durante casi toda mi carrera, lanzábamos a Sui Géneris. Y Rodolfo se ocupó de hacer la edición en papel del álbum Vida y Confesiones de Invierno y los catálogos de Pescado Rabioso, Invisible y Raúl Porchetto.

Mandioca también organizó recitales de rock. El mismo equipo que diseñó el sello grabador, estableció una agencia de representaciones llamada Mambo Show, que se ocupaba de organizar actuaciones de Manal y Vox Dei en diversos lugares de la ciudad de Buenos Aires y sus alrededores, y a veces en otros lugares del país. Principalmente, las dos bandas iban a "bailes" organizados en clubes y grandes salones en diversos barrios, especialmente de clase trabajadora, entre cuyos miembros jóvenes el rock y el blues en castellano prendieron con mucha intensidad. La agencia estuvo gerenciada por Mario Rabey, uno de los fundadores (junto con Pipo Lernoud) del movimiento hippie en Argentina. La principal fuente de ingresos de los músicos de Mandioca —y de algunos de los miembros de su personal—, fueron estas actuaciones de fin de semana.

## Discografía

### Sencillos
- "Qué pena me das" / "Para ser un hombre más", Manal (1968) - MS001
- "Paz en la playa" / "Para dártelo todo", Cristina Platé (1968) - MS002
- "Oye niño" / "¿Nunca te miró una vaca de frente?", Miguel Abuelo y Los Abuelos de la Nada[14] (1968) - MS003Sencillo de Manal expuesto en la Biblioteca Nacional, ciudad de Buenos Aires.

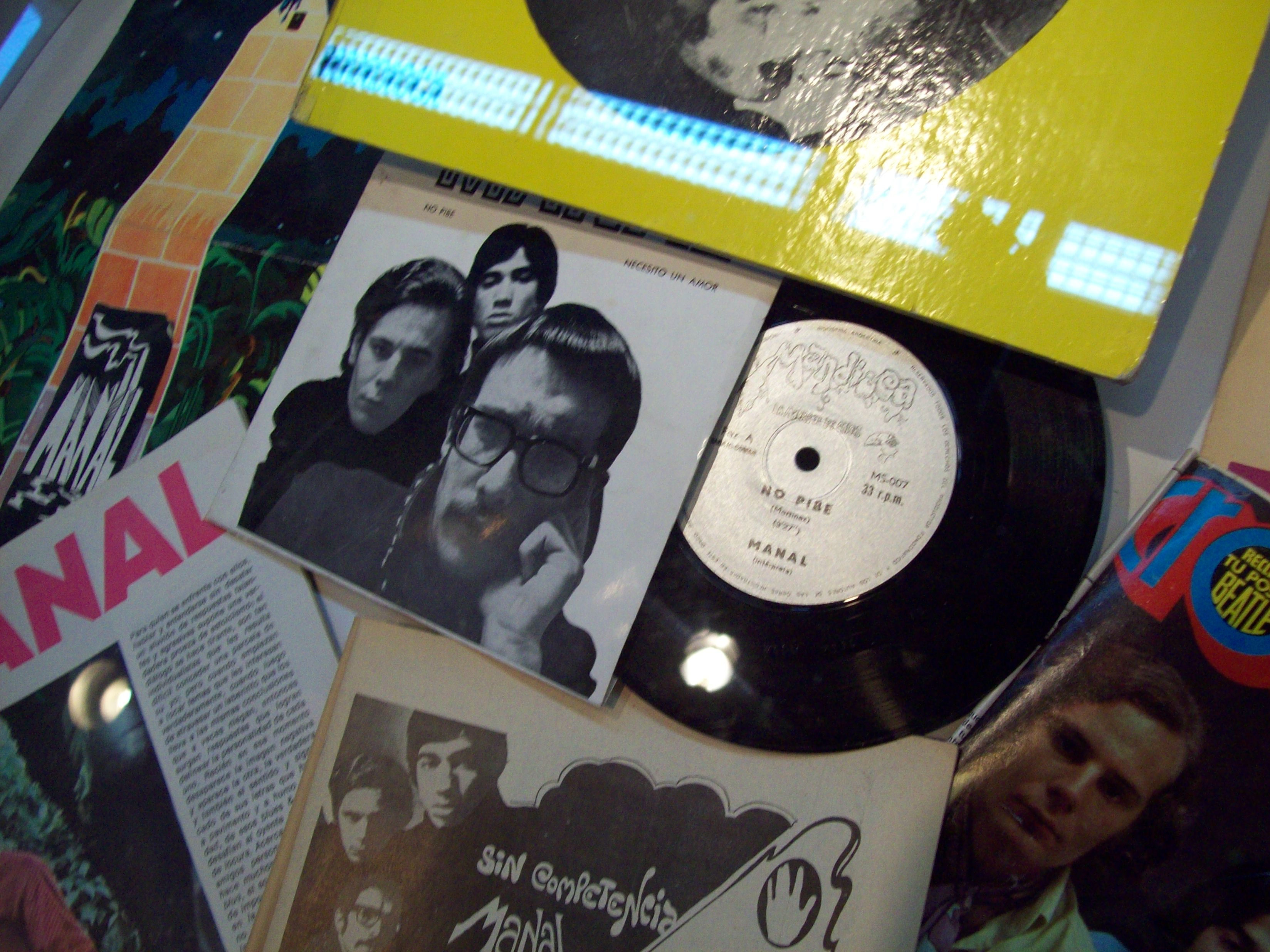
Sencillo de Manal expuesto en la Biblioteca Nacional, ciudad de Buenos Aires.

- "Monsieur Ducau" / "Buscando ese lugar", Hielo (1968) - MS004
- "You" / "Te iluminaré", Samantha Summers (1969) - MS005
- "Candy" / "Memorias de primavera", Piel Tierna (1969) - MS006
- "No, Pibe" / "Necesito un amor", Manal (1969) - MS007
- "El oso" / "Escúchame", Moris (1969) - MS008
- "Azúcar amarga" / "Quiero ser", Vox Dei (1969) - MS009
- "Un lugar elegido" / "Ese dinero", Brujos (1969) - MS010
- "Tendré que luchar" / "Flotando", Análisis (1970) - MS011
- "Alguien te está esperando" / "El tiempo", Xawks (1970) - MS012
- "Basta de llorar" / "Vuelvo a sonreír", Pot Zenda (1970) - MS013
- "Jugo de tomate" / "Avenida Rivadavia", Manal (1970) - MS014
- "Presente" / "Dr. Jeckill", Vox Dei (1970) - MS015
- "Mariposas de madera" / "Hoy seremos campesinos", Miguel Abuelo (1970) - MS016
- "Desesperación" / "Pasan muchas cosas", Brujos (1970) - MS017
- "Tiempos cambiantes" / "Quiero estar en paz", Them (1970) - MS018
- "Canción para una mujer" / "Total que", Vox Dei (1970) - MS019
- "Niño color cariño" / "He comprendido", Alma y Vida (1970) - MS020
- "La balsa" / "Amor de primavera", Tanguito (1970) - MS021
- "Lavar los platos" / "Un rey de la biblia", Rubén Reches (197?) - NO CONFIRMADO
- "Cuando por primera vez" / "Los viejos y el fuego", Rubén Reches (197?) - NO CONFIRMADO
- "Se viene el armagedón" / "Mi vida no existe sin ti", Armagedón (197?) - NO CONFIRMADO
- "No Corras Mi Amor" / "Mi Vida No Existe Sin Ti", Rouge (197?) - NO CONFIRMADO

### Álbumes
1. Mandioca Underground, compilado (1969) - MLP331
2. 30 minutos de vida, Moris (1970) - MLP332
3. Manal, Manal (1970) - MLP333
4. Caliente, Vox Dei (1970) - MLP334
5. Pidamos peras a Mandioca, compilado (1970) - MLP335